# Isochariesthes furva
Isochariesthes furva är en skalbaggsart som först beskrevs av Konrad Fiedler 1939.  Isochariesthes furva ingår i släktet Isochariesthes och familjen långhorningar.
Artens utbredningsområde är Madagaskar. Inga underarter finns listade i Catalogue of Life.